# 馬桶
马桶，又称便桶、粪桶、恭桶、虎子、木馬子等，是指承接粪便、尿溺的厕所用具。马桶的使用方式为坐式，与蹲坑式厕所（也稱為蹲式馬桶）相对。尿鑵、尿壶、尿盆等则仅限于承接尿液。
广义上，马桶可以作为各种厕所的别称，如沖水马桶。

## 来历和意义

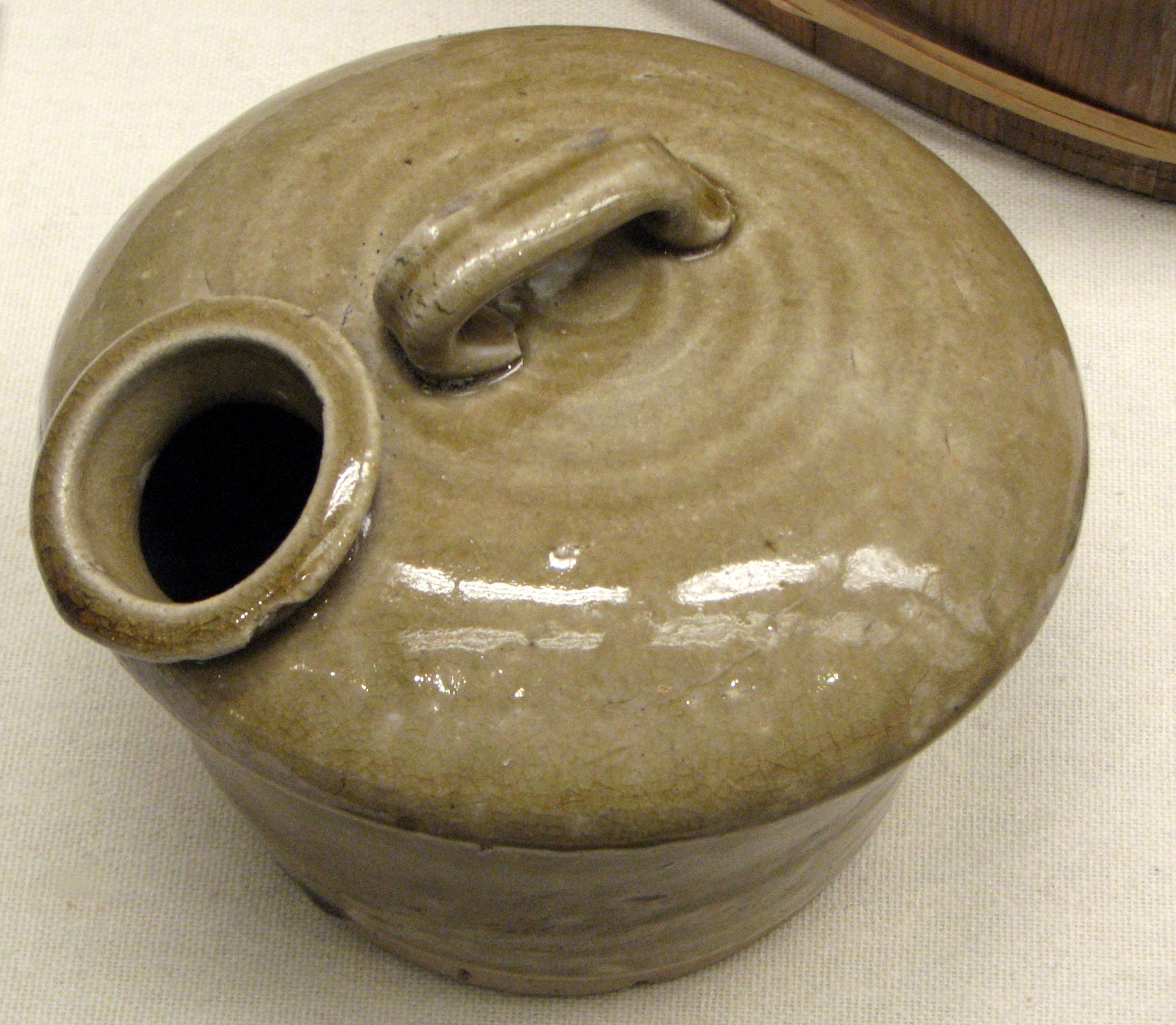
日本江户时期的夜壶。由于男女生理构造的不同，这种壶状小开口的夜壶仅限男用。

承接小便的器皿最先被直称为“溲器”。在汉代，皇帝使用的便器被称为“虎子”。例如《齐职仪》记载：“汉侍中掌乘舆服物，下至亵器虎子之属。”到了唐代，因为避李渊祖父李虎的名讳而改名“馬子”，后来演变为“马桶”。
马桶是承接秽物的容器。用器物做马桶、尿盆有轻蔑侮辱之意。例如《史记》载“沛公不好儒，諸客冠儒冠來者，沛公輒解其冠，溲溺其中”。
用贵重材料制造便器也是奢侈的代表。例如《宋史》记载，宋太祖见了孟昶用七宝装饰的溺器，评价为：“汝以七宝饰此，当以何器贮食？所为如是，不亡何待！”并“摏而碎之”。

## 古代和近代

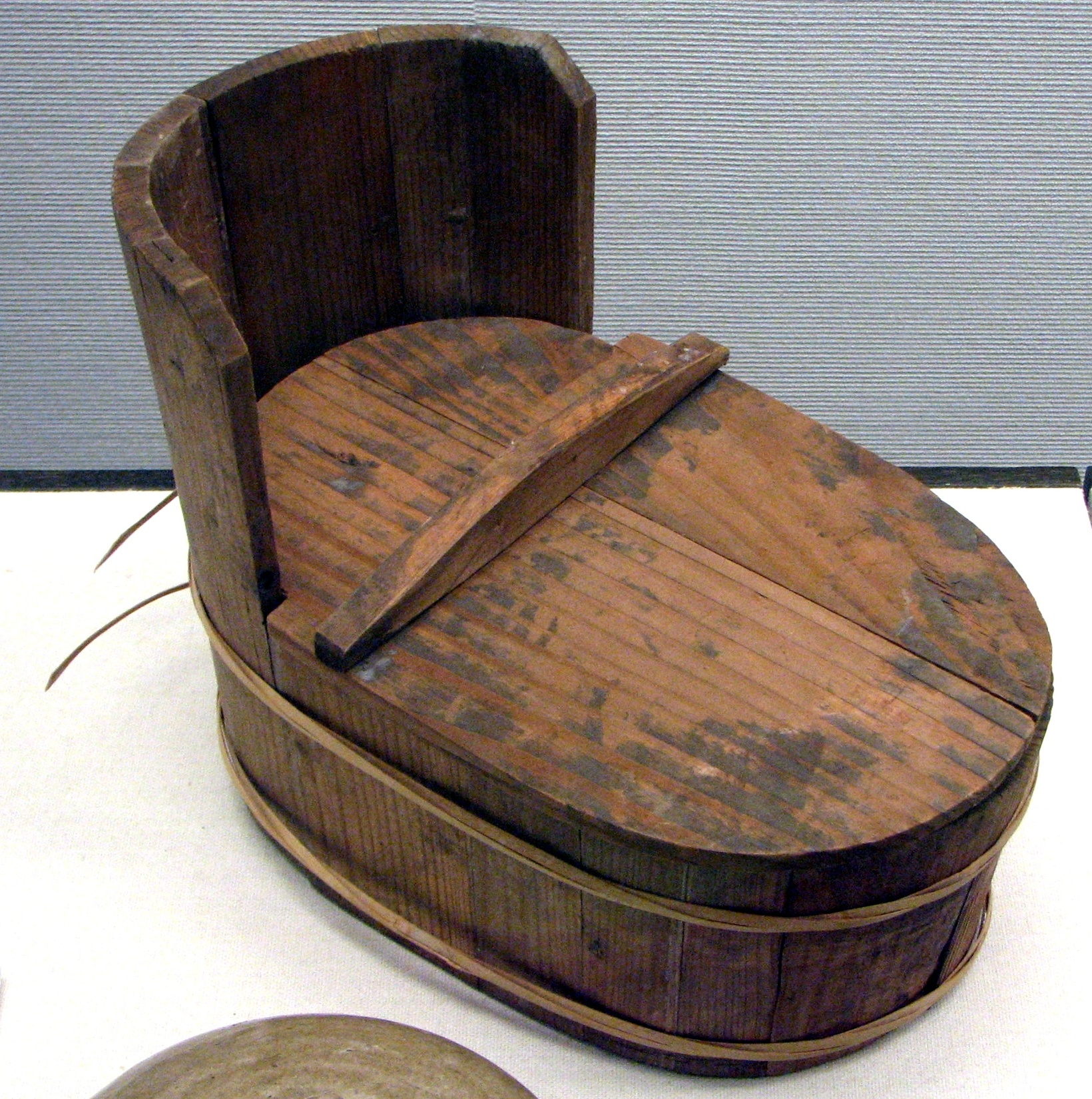
日本江户时期的“便器”马桶

古代、近代的马桶一般为桶状，有盖以便隐藏臭气。木制马桶最为常见，但要经过涂漆等防水处理以免渗漏；也有陶瓷、金属等制的。这些马桶都需要不时倾倒和清洗。使用体形轻薄的马桶还要当心，否则会偶尔坐不稳甚至倾倒。
清朝故宫中的皇室成员，入厕使用木衬锡、锡或瓷的有盖马桶，称为官房。使用者坐在开圆口的便凳上，下置官房。在过去的上海，清洁夫（清洁工人）每天早晨拖粪车到各个街巷上，供住户清空马桶。 当时“倒马桶”是人们最讨厌的家务活之一。

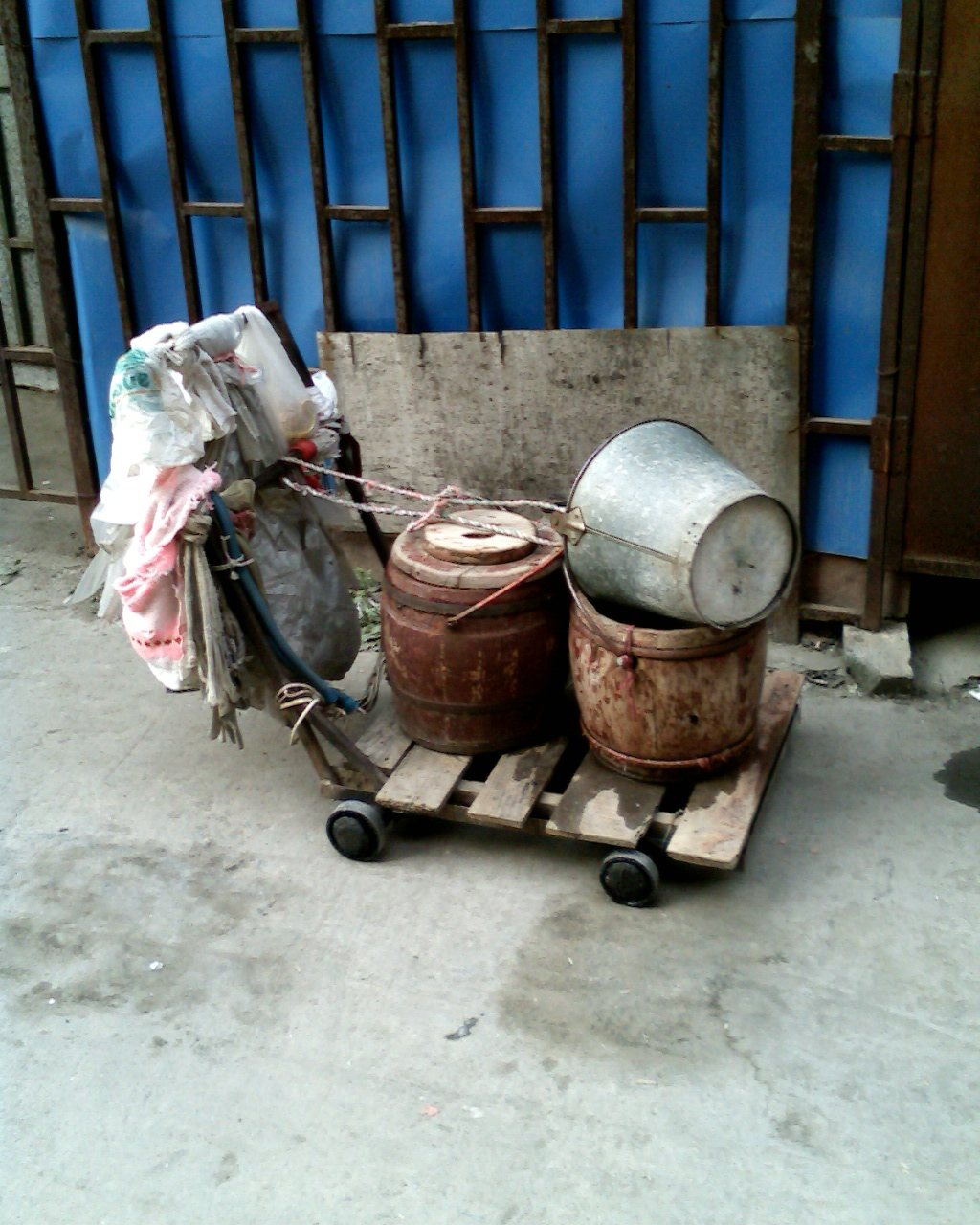
2009年拍摄的，南京最后一位倒马桶工人的推车

还有人专门从事清洁马桶的职业，但随着城市居住条件的改善，从事此类职业的工人基本绝迹。

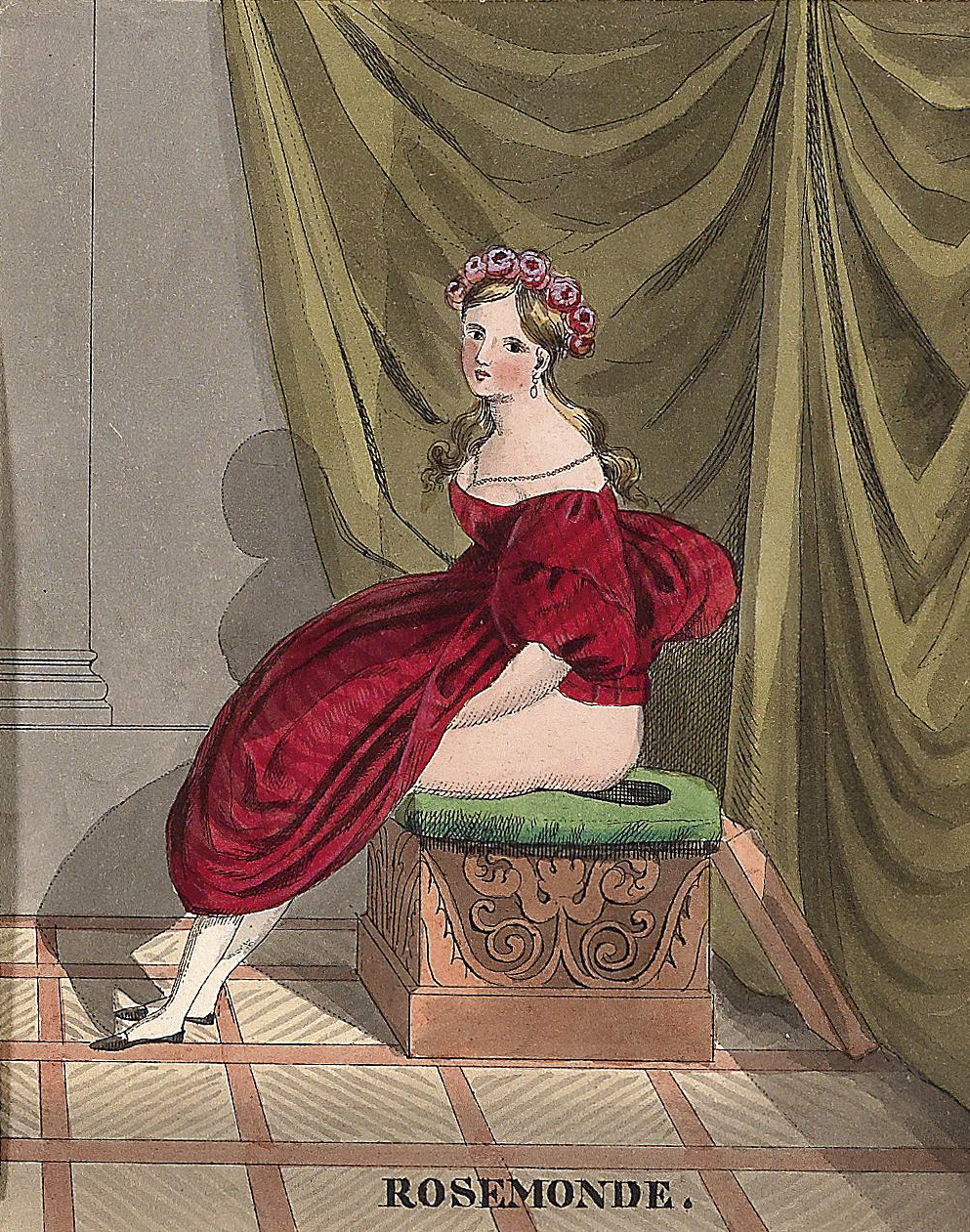
1830年代的欧洲椅式便桶

近现代时期的欧洲，平民一般使用夜壶，富人阶层则使用带有精致装饰的椅式便桶，由于隐私与卫生的关系，一般上椅式便桶会放置在一个小房间内作为厕所使用。而排泄物会被倒进离家最近的街道的排水沟里。

## 现代
第二次工业革命以后出现了现代的马桶，那时技术能够烧制需要2000度才能烧制出的的陶瓷，这种陶瓷能够承受强大的压力。最初的木质马桶容易漏水，硬度不够；石头和铅制，用沥青、松脂和蜡来密封缝隙塑料的马桶制作复杂，表面孔洞多，容易滋生细菌，同时体积笨重；塑料太贵且硬度不够，木材的防水能力差，容易开裂；玻璃制作工艺复杂，同时容易开裂；金属泡在水里容易生锈，即使是不锈钢。第三次工业革命后，1964年，一位美国人Arnold Cohen，为了方便照顾他患病的父亲，研发出一种集冲洗和烘干为一体的高级坐浴设备并申请了专利，正式宣告智能坐便器品类诞生。二十世纪后半叶，日本TOTO株式会社从Arnold Cohen手里买下专利，并经过二度开发，在原来的基础上加入座圈加热、暖风烘干、除臭等新功能，使得新的产品变得易用而智能。在现代，除了尚未接通上下水管道的地区还使用上述传统马桶之外，马桶一般指坐式的冲水厕所。和旧式马桶一样为坐式，但粪尿通过冲水从下部排空，免去了倾倒和清洗。

## 尿盆
尿盆又称尿壶等，功能与马桶类似，但只用来承接尿溺。旧时的尿壶经常在晚间置于臥室内，以便人们不出温暖的臥室就可小便，因此也称夜壶。

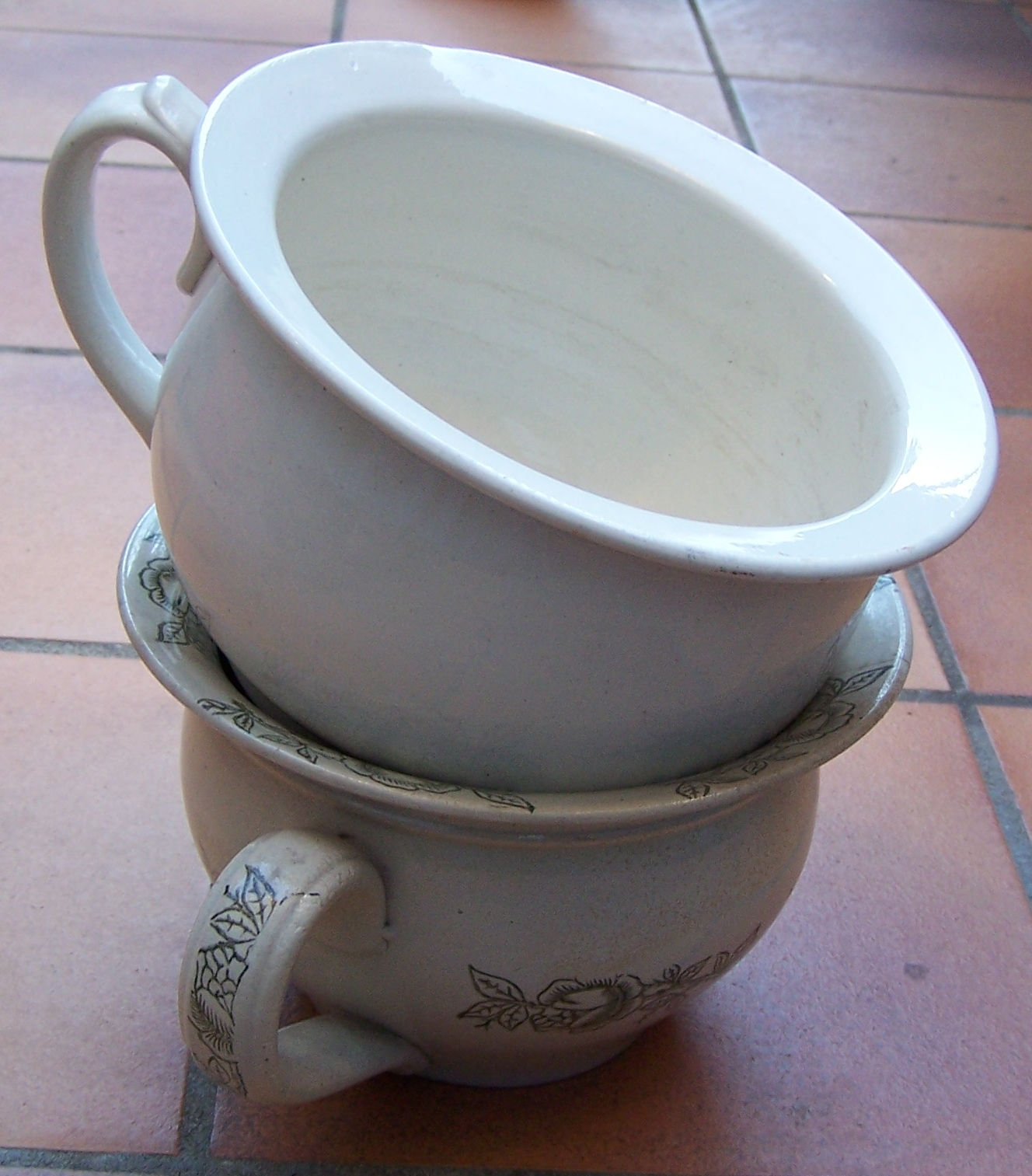
欧洲的陶瓷尿盆，男女均可使用。

欧洲直到19世纪使用的尿盆一般为陶瓷制的有盖碗形，平时置于臥室床下。冲水厕所出现以后被逐渐淘汰。